# Vijay
Vijay eller Vijaya är ett indiskt mansnamn med betydelsen "seger".

## Personer med namnet Vijay
- Vijay Singh, golfspelare.
- Vijay Amritraj, tennisspelare.